# Rugrats i vildmarken
Rugrats i vildmarken (engelska: Rugrats Go Wild) är en amerikansk animerad långfilm från 2003 baserad på de bägge TV-serierna Rugrats och Den vilda familjen Thornberry. Filmen är regisserad av Norton Virgien och John Eng och är den tredje filmen i Rugrats-serien, samt den andra filmen om familjen Thornberry.
Filmen hade premiär i USA den 13 juni 2003, utgiven av Paramount Pictures och Nickelodeon Movies. I Sverige släpptes filmen på DVD den 26 maj 2004.

## Rollista
| Rollfigur                     | Engelsk originalröst | Svensk originalröst       |
| ----------------------------- | -------------------- | ------------------------- |
| Tommy Pickles                 | E. G. Daily          | Annica Smedius            |
| Chuckie Finster               | Nancy Cartwright     | Hasse Jonsson             |
| Phil DeVille                  | Kath Soucie          | Dick Eriksson             |
| Lil DeVille                   | Kath Soucie          | Maria Rydberg             |
| Kimi Finster                  | Dionne Quan          | My Bodell                 |
| Angelica Pickles              | Cheryl Chase         | Annica Smedius            |
| Dil Pickles                   | Tara Strong          | Charlotte Ardai Jennefors |
| Susie Carmichael              | Cree Summer          | Mia Hansson               |
| Spike (familjen Pickles hund) | Bruce Willis         | Andreas Nilsson           |
| Stu Pickles                   | Jack Riley           | Per Sandborgh             |
| Didi Pickles                  | Melanie Chartoff     | Susanne Barklund          |
| Drew Pickles                  | Michael Bell         | Dick Eriksson             |
| Charlotte Pickles             | Tress MacNeille      | Charlotte Ardai Jennefors |
| Chas Finster                  | Michael Bell         | Jan Simonsson             |
| Kira Finster                  | Julia Kato           | My Bodell                 |
| Betty DeVille                 | Kath Soucie          | Vicki Benckert            |
| Howard DeVille                | Philip Proctor       | Johan Hedenberg           |
| Farfar Lou Pickles            | Joe Alaskey          | Johan Hedenberg           |
| Dr. Bill Lipschitz            | Tony Jay             | Per Sandborgh             |
| Eliza Thornberry              | Lacey Chabert        | Maria Rydberg             |
| Darwin Thornberry (schimpans) | Tom Kane             | Erik Ahrnbom              |
| Debbie Thornberry             | Danielle Harris      | My Bodell                 |
| Donnie Thornberry             | Flea                 |                           |
| Nigel Thornberry              | Tim Curry            | Claes Ljungmark           |
| Marianne Thornberry           | Jodi Carlisle        | Vivian Cardinal           |
| Siri (trädleopard)            | Chrissie Hynde       | Charlotte Ardai Jennefors |
| Toa (apa)                     | Ethan Phillips       |                           |